# Siddhartha Bhat
Siddhartha Bhat (16 de julio de 1990) es un deportista canadiense que compitió en taekwondo. Ganó cinco medallas en el Campeonato Panamericano de Taekwondo entre los años 2008 y 2018.

## Palmarés internacional
| Campeonato Panamericano | Campeonato Panamericano  | Campeonato Panamericano | Campeonato Panamericano |
| Año                     | Lugar                    | Medalla                 | Categoría               |
| ----------------------- | ------------------------ | ----------------------- | ----------------------- |
| 2008                    | Caguas (Puerto Rico)     | Medalla de oro          | –62 kg                  |
| 2010                    | Monterrey (México)       | Medalla de bronce       | –68 kg                  |
| 2012                    | Sucre (Bolivia)          | Medalla de plata        | –68 kg                  |
| 2014                    | Aguascalientes (México)  | Medalla de plata        | –68 kg                  |
| 2018                    | Spokane (Estados Unidos) | Medalla de bronce       | –63 kg                  |